# Droga wojewódzka nr 603
Droga wojewódzka nr 603 (DW603) – droga wojewódzka w północnej Polsce w województwie pomorskim przebiegająca przez teren powiatu sztumskiego. Droga ma długość 10 km. Łączy miejscowość Biała Góra ze Sztumem.

## Przebieg drogi
Droga rozpoczyna się w centrum miejscowości Biała Góra, gdzie odchodzi od drogi wojewódzkiej nr 605. Następnie kieruje się w stronę wschodnią i po 10 km dociera do miasta Sztum, gdzie dołącza się do drogi krajowej nr 55. 

## Miejscowości leżące przy trasie DW603
- Biała Góra
- Sztumskie Pole
- Sztum